# Agastoschizomus patei
Agastoschizomus patei är en spindeldjursart som beskrevs av James Cokendolpher och Paul Reddell 1992. Agastoschizomus patei ingår i släktet Agastoschizomus och familjen Protoschizomidae. Inga underarter finns listade i Catalogue of Life.